# Fortaleza de Cabinda
O Forte de Santa Maria de Cabinda, também conhecido como Fortaleza de Cabinda, localiza-se na cidade e província de Cabinda, em Angola.

## História
A primitiva fortificação da área foi iniciada por Ingleses em um terreno adquirido em 1722 ao Soba (governante) local. No ano seguinte, a diplomacia do rei João V de Portugal (1706-1750), invocando os direitos históricos de Portugal à posse daqueles territórios, formulou veemente protesto junto do mani (rei) do Reino de Angoio, instruindo ao Capitão de Mar-e-Guerra José de Semedo Maia que destruísse o fortim inglês.
Com a finalidade de assinalar a presença militar Portuguesa na área, em 1783 foi iniciado o Forte de Santa Maria de Cabinda que, ainda em construção, foi atacado e conquistado em 1784 por forças Francesas sob o comando de Bernard de Marigny. Uma vez mais os veementes protestos diplomáticos portugueses levaram a que a França, através da Convenção de 30 de Janeiro de 1786, com a mediação da Espanha, reconhecesse oficialmente a soberania Portuguesa sobre a costa de Cabinda.
Embora o tráfico negreiro nas colónias portuguesas tenha sido oficialmente extinto em 1847, devido à permanência da escravidão no Brasil, essa actividade subsistiu ainda durante alguns anos nas costas de Loango, Cabinda, Molembo e Ambriz.
O forte encontra-se, atualmente, em ruínas.